# La Caudalosa
La Caudalosa är en ort i Mexiko.   Den ligger i kommunen San Juan Evangelista och delstaten Veracruz, i den sydöstra delen av landet, 500 km öster om huvudstaden Mexico City. La Caudalosa ligger 139 meter över havet och antalet invånare är 914.
Terrängen runt La Caudalosa är huvudsakligen platt. La Caudalosa ligger uppe på en höjd. Runt La Caudalosa är det ganska tätbefolkat, med 52 invånare per kvadratkilometer. Närmaste större samhälle är Sayula de Alemán, 13,2 km nordost om La Caudalosa. Omgivningarna runt La Caudalosa är en mosaik av jordbruksmark och naturlig växtlighet.